# Through Worlds of Stardust
Through Worlds of Stardust è il quinto album in studio del gruppo musicale statunitense Steelheart, pubblicato nel settembre 2017 dalla Frontiers Records.

## Tracce
Testi e musiche di Michael Matijevic.
1. Stream Line Savings – 3:55
2. My Dirty Girl – 4:20
3. Come Inside – 3:40
4. My Word – 3:57
5. You Got Me Twisted – 3:43
6. Lips of Rain – 4:16
7. With Love We Live Again – 5:15
8. Got Me Running – 3:46
9. My Freedom – 3:36
10. I'm So in Love With You – 3:44

## Formazione
- Michael Matijevic – voce, chitarra
- Uros Raskovski – chitarra
- Kenny Kanowski – chitarra solista in My Dirty Girl
- Rev Jones, Sigve Sjursen, Jesse Stern – basso
- Daniel Fouché, Ed Roth – pianoforte
- Mike Humbert, Randy Cooke – batteria
- Stockholm Strings – strumenti ad arco
- Glen Gabriel, Anthony Weeden – arrangiamento strumenti ad arco